# Andrew Yang
Andrew Yang (Hán-Việt: Dương An Trạch, sinh ngày 13 tháng 1 năm 1975) là một ứng cử viên tổng thống, doanh nhân, luật sư và nhà từ thiện người Mỹ năm 2020. Ông là người sáng lập của Liên doanh Hoa Kỳ (VFA), một tổ chức phi lợi nhuận tập trung vào việc tạo công ăn việc làm ở các thành phố Mỹ đang gặp khó khăn. Yang làm việc trong nhiều công ty khởi nghiệp và các công ty tăng trưởng giai đoạn đầu với tư cách là người sáng lập hoặc điều hành từ năm 2000 đến 2009. Sau khi ông thành lập VFA năm 2011, chính quyền Obama đã chọn ông vào năm 2012 là "Nhà vô địch của sự thay đổi" và năm 2015 là "Đại sứ của Tổng thống Doanh nhân toàn cầu". Yang là tác giả của cuốn sách 2014 Người thông minh nên xây dựng mọi thứ và cuốn sách năm 2018 Cuộc chiến với người bình thường.
Yang đã phát động chiến dịch tranh cử ứng cử viên Dân chủ trong cuộc bầu cử tổng thống Hoa Kỳ 2020 vào ngày 6 tháng 11 năm 2017. Ban đầu được coi là một ứng cử viên lâu dài, ông đã đạt được động lực đáng kể vào đầu năm 2019 sau khi xuất hiện trên một số chương trình và podcast nổi tiếng. Chiến dịch này được biết đến với sự phổ biến trực tuyến, với Thời báo New York gọi Yang là "Ứng cử viên yêu thích của Internet".

## Tiểu sử
Yang sinh ngày 13 tháng 1 năm 1975 tại Schenectady, New York., bang New York. Cha mẹ anh là người nhập cư từ Đài Loan. Họ gặp nhau khi cả hai đang học cao học tại Đại học California, Berkeley. Cha anh tốt nghiệp tiến sĩ. trong ngành vật lý và làm việc trong các phòng thí nghiệm nghiên cứu của IBM và General Electric, tạo ra hơn 69 bằng sáng chế trong sự nghiệp của ông. Mẹ anh tốt nghiệp thạc sĩ thống kê và trở thành quản trị viên hệ thống tại một trường đại học địa phương. Yang có một anh trai, Lawrence, là giáo sư tâm lý học.
Yang mô tả việc bị bắt nạt và được các bạn cùng lớp gọi là những lời chỉ trích chủng tộc khi học trường công. "Có lẽ kết quả là, tôi luôn tự hào liên quan đến kẻ dưới quyền hoặc anh chàng hoặc cô nàng nhỏ bé", anh viết. 
Yang sau đó theo học Phillips Exeter Academy, một trường nội trú ưu tú ở New Hampshire. 
Anh tốt nghiệp Exeter năm 1992 và tiếp tục tham gia Đại học Brown, 
nơi anh tập trung vào kinh tế và khoa học chính trị và tốt nghiệp năm 1996. Yang sau đó theo học Trường luật Columbia, kiếm được Juris Doctor vào năm 1999.

## Chiến dịch tranh cử tổng thống 2020

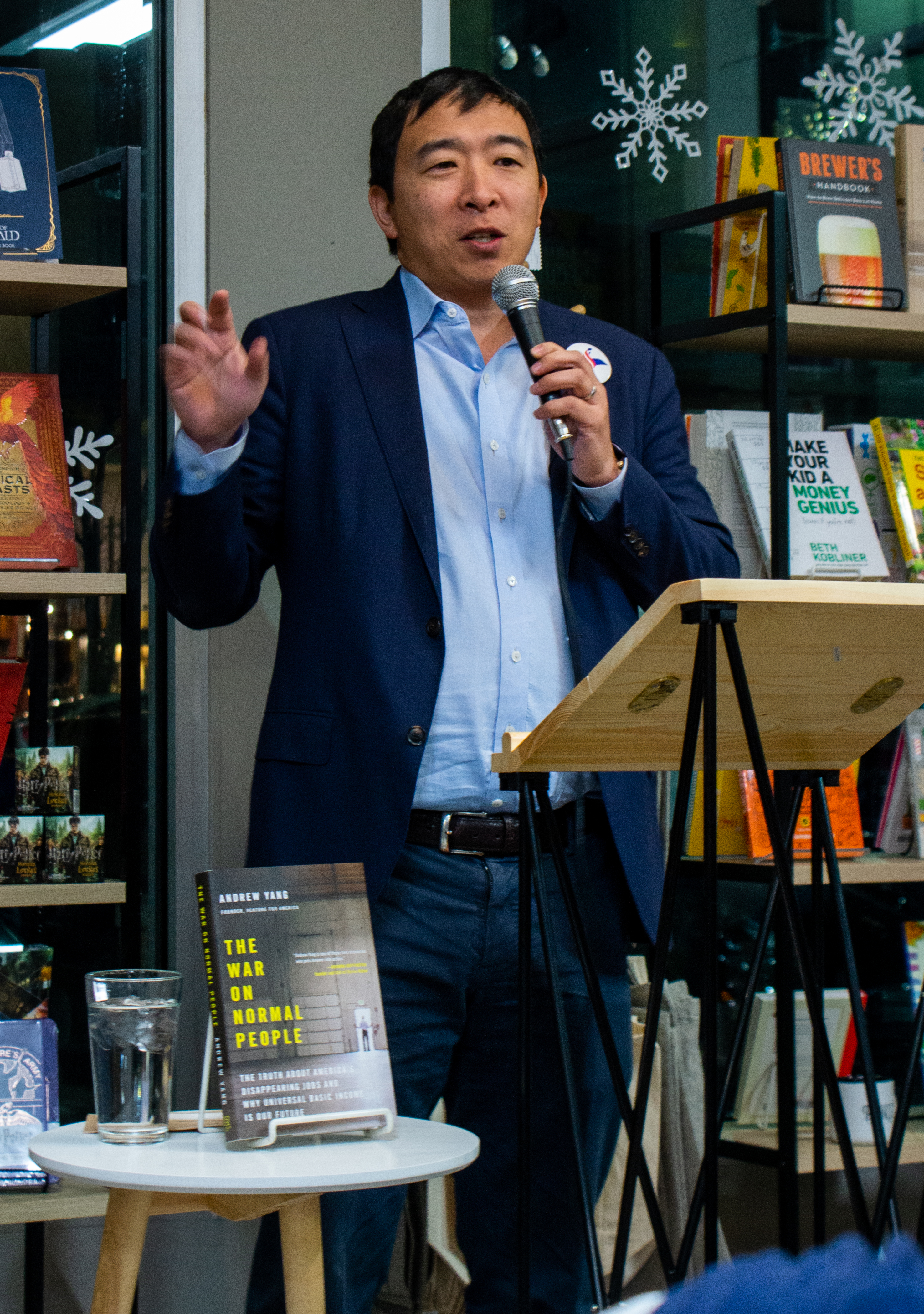
Yang phát biểu tại New Hampshire vào tháng 1 năm 2018. Cuốn sách của ông, The War on Normal People, được trưng bày.

### Tổng quan
Vào ngày 6 tháng 11 năm 2017, Yang đã đệ trình Ủy ban bầu cử liên bang (FEC) để tranh cử Tổng thống Hoa Kỳ trong 2020. Ban đầu được coi là một cú sút xa, chiến dịch của Yang đã đạt được động lực đáng kể vào tháng 2 năm 2019 sau khi xuất hiện trên podcast nổi tiếng The Joe Rogan Experience. Anh đã xuất hiện trên nhiều podcast và chương trình khác, bao gồm The Breakfast Club, The Ben Shapiro Show, và Real Time with Bill Maher. Đến tháng 3 năm 2019, Yang đã đáp ứng các ngưỡng bỏ phiếu và gây quỹ để đủ điều kiện tham gia vòng đầu tiên của tranh luận sơ cấp Dân chủ. 
Vào tháng 8 năm 2019, ông đã đạt được ngưỡng cao hơn để đủ điều kiện tham gia vòng tranh luận Dân chủ thứ hai.

### Chính sách
Trung tâm của chiến dịch của Yang là đề xuất "Chia lợi tức tự do" 1.000 USD hàng tháng cho tất cả công dân Hoa Kỳ trên 18 tuổi (một dạng thu nhập cơ bản phổ quát, hoặc UBI) để đáp ứng với sự dịch chuyển của công nhân do tự động hóa công nghệ.. Yang đề xuất thuế giá trị gia tăng để tài trợ cho lợi tức và chống lại tránh thuế bởi các tập đoàn lớn của Mỹ.